# HK Slavija
Le HK Slavija est un club de hockey sur glace de Ljubljana en Slovénie. Il évolue dans le Championnat de Slovénie de hockey sur glace.

## Historique
Le club est créé en 1964.

## Palmarès
- Aucun titre.

## Anciens entraîneurs
- Sergueï Stolboun